# Gonfídeos
Gonfídeos (Gomphidae) é uma família de libélulas que contém cerca de 90 gêneros e mais de 900 espécies.

## Gêneros
- Acrogomphus
- Agriogomphus
- Amphigomphus
- Anisogomphus
- Anomalophlebia
- Anormogomphus
- Antipodogomphus
- Aphylla
- Archaeogomphus
- Armagomphus
- Arigomphus
- Asiagomphus
- Austrogomphus
- Brasiliogomphus
- Burmagomphus
- Cacoides
- Ceratogomphus
- Cinitogomphus
- Cornigomphus
- Cyanogomphus
- Cyclogomphus
- Davidioides
- Davidius
- Desmogomphus
- Diaphlebia
- Diastatomma
- Dromogomphus
- Dubitogomphus
- Ebegomphus
- Eogomphus
- Epigomphus
- Erpetogomphus
- Fukienogomphus
- Gastrogomphus
- Gomphidia
- Gomphidictinus
- Gomphoides
- Gomphus
- Hagenius
- Heliogomphus
- Hemigomphus
- Ictinogomphus
- Idiogomphoides
- Isomma
- Labrogomphus
- Lamelligomphus
- Lanthus
- Leptogomphus
- Lestinogomphus
- Lindenia
- Macrogomphus
- Malgassogomphus
- Megalogomphus
- Melanocacus
- Melligomphus
- Merogomphus
- Microgomphus
- Mitragomphus
- Neogomphus
- Nepogomphoides
- Nepogomphus
- Neurogomphus
- Nihonogomphus
- Notogomphus
- Nychogomphus
- Octogomphus
- Odontogomphus
- Onychogomphus
- Ophiogomphus
- Orientogomphus
- Paragomphus
- Perigomphus
- Perissogomphus
- Peruviogomphus
- Phaenandrogomphus
- Phyllocycla
- Phyllogomphoides
- Phyllogomphus
- Platygomphus
- Praeviogomphus
- Progomphus
- Scalmogomphus
- Shaogomphus
- Sieboldius
- Sinictinogomphus
- Sinogomphus
- Stylogomphus
- Stylurus
- Tibiagomphus
- Tragogomphus
- Trigomphus
- Zonophora

## Galeria

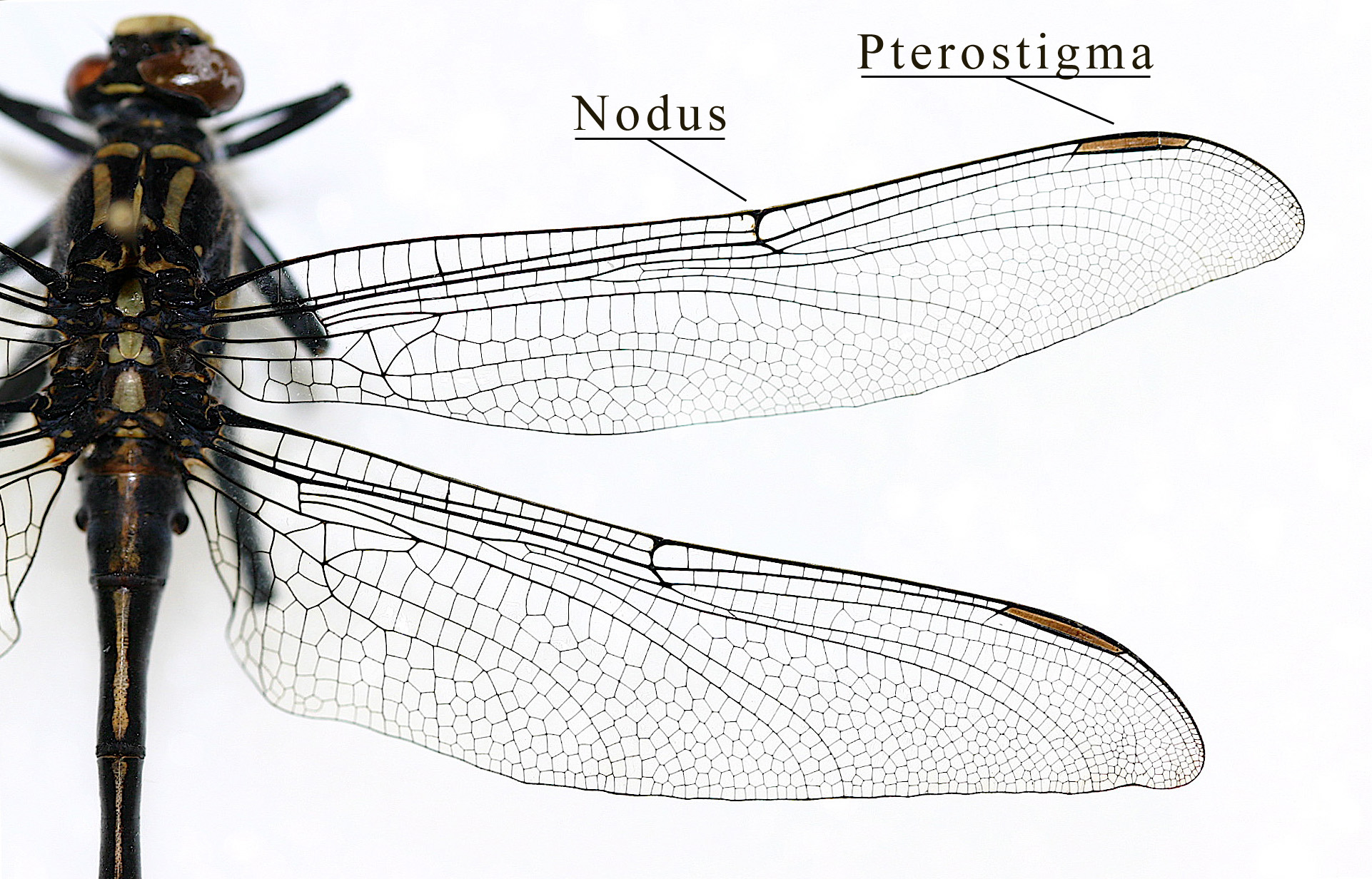
Gomphidae wing structure. Note the similarly sized triangles of the front and hind wings and the widely separate eyes.
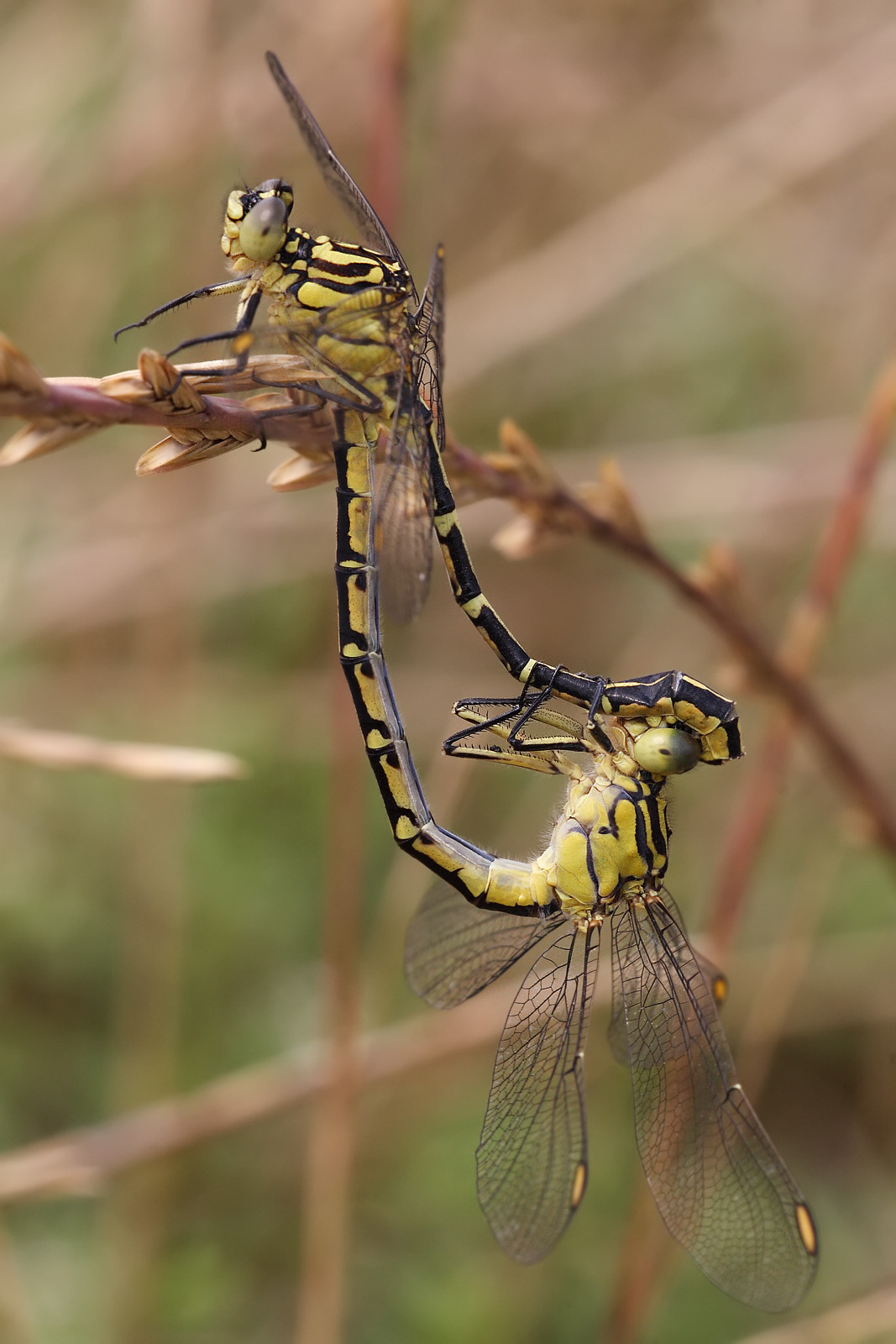
Pair of Yellow Striped Hunters mating
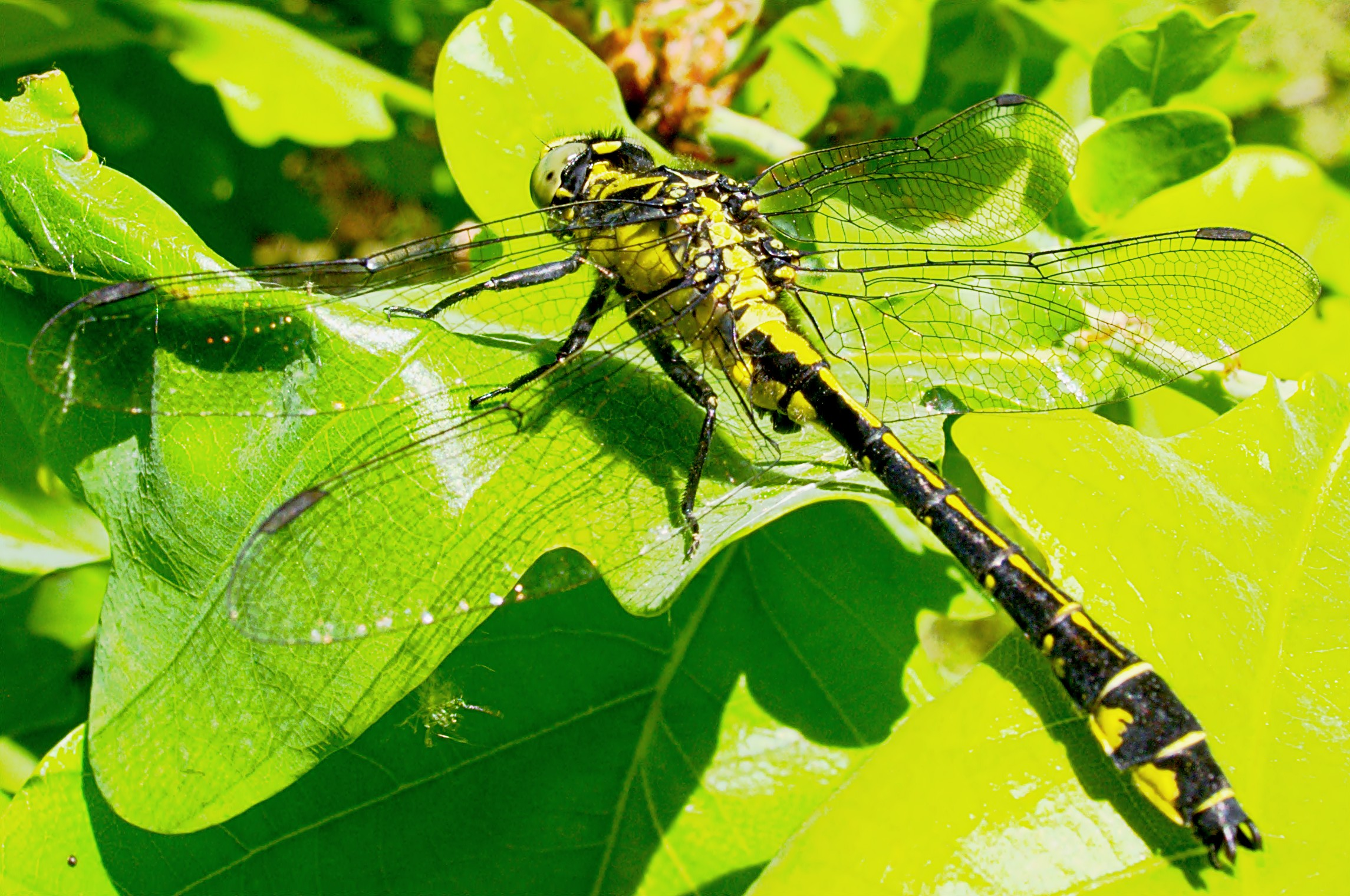
Gomphus vulgatissimus, showing the "clubbed" abdomen characteristic of the family.
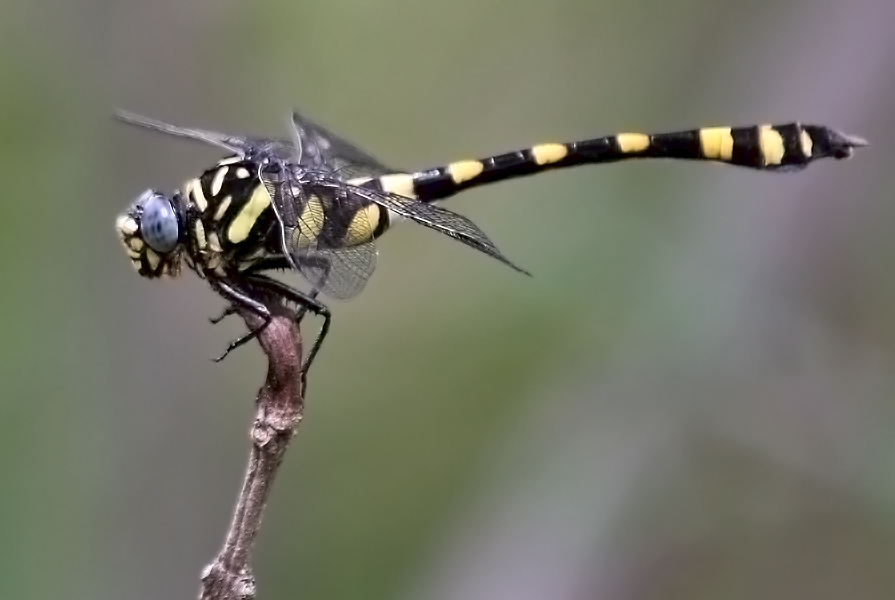
Common Clubtail Ictinogomphus rapax

## Etimologia
O nome desta família vem das palavras latinas gomphus e gond, significando hinge.